# قرن سرطبة

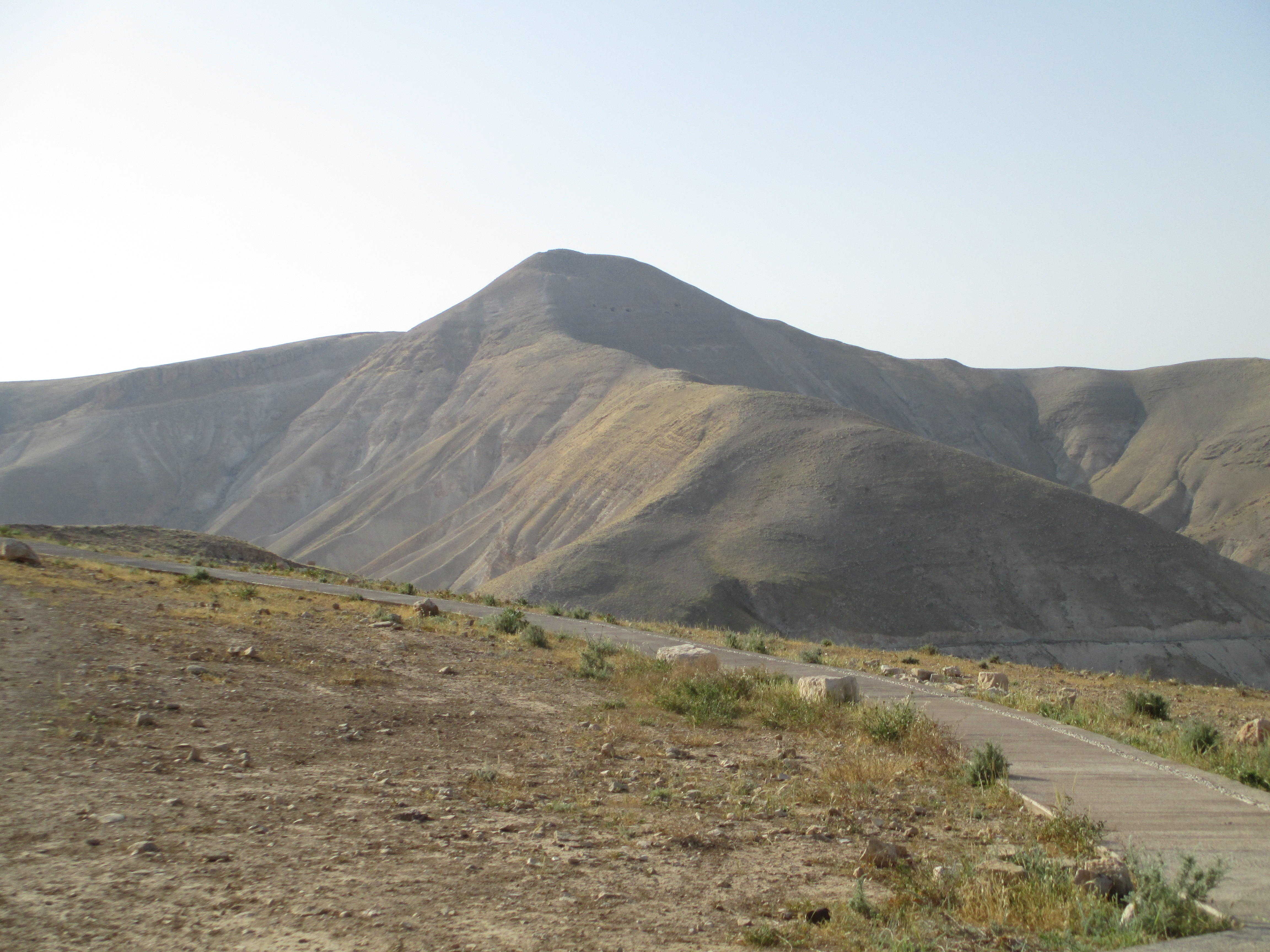
جبل سرطبة، الذي بنيت على قمته قلعة الإسكندريوم في الماضي

قرن سرطبة ويعرف بالاسم اليوناني الإسكندريون، أو الإسكندريوم في اللغة اللاتينية، ويُدعى سرطبة في المشناه والتلمود وقرن سرطبة في اللغة العربية، وقد كان حصنًا قديمًا شيدته السلالة الحشمونية على قمة الجبل بين سكيثوبوليس (بيسان) والقدس، حيث تواجد هذا الحصن على تل مدبب وقاحل ويقع فوق غور الاردن من الجهة الغربية. سمي الحصن باسم الإسكندريون، على الأرجح، تيما باسم الملك ألكسندر جنايوس (104-77 قبل الميلاد).

## الاسم
القلعة المحصنة مسماة باسم «إسكندريون» في اليونانية، وفي اللغة اللاتينية تعرف باسم «ألكسندريوم»، ذكرها يوسيفوس فلافيوس في كتابه «عاديات اليهود». وورد ذكرها في المشناه والتلمود باسم «سرطبة» ويطلق عليه الآن باسم «قرن سرطبة» بالعربية.

## التاريخ

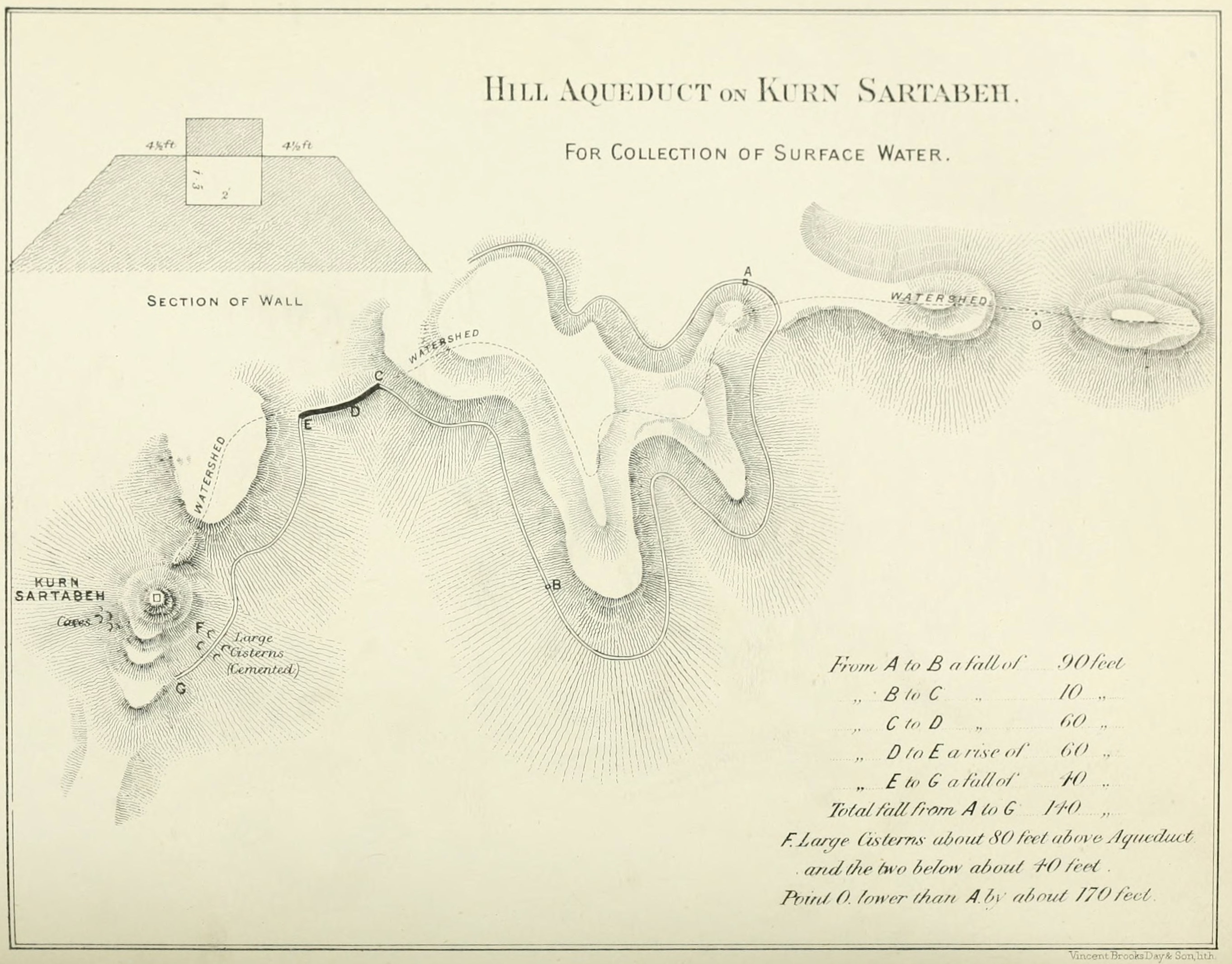
قناة خان سرطبة من مسح جغرافيا فلسطين 77-1871

شيد قرن سرطبة (الإسكندريوم) من قبل الحشمونيين بالقرب من الحدود مع السامرة لإيواء ثكنة عسكرية، وكذلك لحراسة السجناء السياسيين. يذكر أنه في وقت لاحق، خلال الفتوحات وإحتلال بومبيوس الكبير ليهودا بأنها كانت معقل لأرسطوبولس الثاني: «... عندما مر من بيلا (طبقة فحل) وسكيثوبولس (بيسان)، وقد وصل كوريم، التي تعتبر المدخل الأول ليهودا عندما يمر الشخص من البلدان في الأراضي الوسطية، ومن ثم وصل إلى أجمل قلعة تم بناؤها على قمة جبل يُدعى الإسكندريوم، حيث لاذ وإحتمى أرسطوبولس.»
أعاد هيرودس الأول بناء وترميم الإسكندريون (قرن سرطبة)، حيث وكل هذه المهمة لشقيقه فارورس. منح هيرودوس للبناء صفة قلعة صحراوية فخمة، مشابهة لتلك التي بناها أو أعاد بناؤها في مسعدة وهيروديون وأيضا قلعة مكاور. استخدم هيرودوس القلعة كسجن لخصومه السياسيين، حيث إحتجز زوجته الثانية، مريمان الأولى ووالدتها، ألكسندرا في عام 30 قبل الميلاد. كانت القلعة المحصنة أيضًا موقع دفن إسكندر، ابن هيرودس، وأرسطوبولس الرابع، وهما اثنان من أبناء هيرودس الذي أعدمهم في سبسطية عام 7 قبل الميلاد.
دُمّر قرن سرطبة (الكسندريوم) نهائيًا على يد فسبازيان أو تيتوس خلال الثورة اليهودية الكبرى.

### فهرس
- جوزيفوس، فلافيوس. ويليام ويستون، مترجم (1895). أعمال فلافيوس جوزيفوس. أوبورن وبافالو، نيويورك: جون إي بيردسلي. تم الاسترجاع 15 يوليو 2010.
- Rocca، Samuel (2008). The Forts of Judaea 168 BC – AD 73. Oxford, United Kingdom: Osprey Publishing. ISBN:978-1-84603-171-7. مؤرشف من الأصل في 2016-05-14.{{استشهاد بكتاب}}:  صيانة الاستشهاد: ref duplicates default (link)978-1-84603-171-7

## روابط خارجية
- صور الكسندريوم سرطبة